# Критериум Дофине Либере 1980
32-й выпуск Критериум Дофине — шоссейной многодневной велогонки по дорогам региона Дофине во Франции. Гонка длиной 1396,3 километров проходила с 26 мая по 2 июня 1980 года. Победителем стал нидерландский велогонщик Йохан Ван дер Вельде.

### Участники
| Профессиональные велокоманды (8)- TI-Raleigh-Creda - Miko-Mercier-Vivagel - Puch-Sem-Campagnolo - Peugeot-Esso-Michelin - Teka - Splendor-Admiral - La Redoute-Motobécane - IJsboerke-Warncke Eis |
| |

## Маршрут
| Этап   | Дата   | Маршрут                     | type                    | Длина (км) | Победитель           | Лидер генеральной классификации |
| ------ | ------ | --------------------------- | ----------------------- | ---------- | -------------------- | ------------------------------- |
| Пролог | 26 май | Эвиан-ле-Бен – Эвиан-ле-Бен | пролог                  | 7          | Йоп Зутемелк         | Йоп Зутемелк                    |
| 1a     | 27 май | Эвиан-ле-Бен – Макон        |                         | 202        | Патрик Фрио          | Йоп Зутемелк                    |
| 1b     | 27 май | Макон – Hurigny             | командная разделка      | 15         | Miko-Mercier-Vivagel | Кристиан Сезнек                 |
| 2      | 28 май | Макон – Сент-Этьен          |                         | 253        | Гидо Ван Кастер      | Кристиан Сезнек                 |
| 3a     | 29 май | Сент-Этьен – Вьен           |                         | 104        | Шон Келли            | Кристиан Сезнек                 |
| 3b     | 29 май | Ла-Вульт-сюр-Рон – Лион     | индивидуальная разделка | 33,25      | Клод Крикельон       | Клод Крикельон                  |
| 4      | 30 май | Ла-Вульт-сюр-Рон – Оранж    |                         | 220        | Жан-Мари Мишель      | Клод Крикельон                  |
| 5      | 31 май | Оранж – Оранж               |                         | 188        | Charles Jochums      | Клод Крикельон                  |
| 6      | 1 июн  | Гап – Гренобль              |                         | 166        | Йохан ван дер Вельде | Йохан ван дер Вельде            |
| 7      | 2 июн  | Вёре-Воруаз – Mont Revard   |                         | 208        | Раймон Мартен        | Йохан ван дер Вельде            |

## Лидеры классификаций
| Этап   |                         | Победитель _         | Генеральная классификация _ |
| ------ | ----------------------- | -------------------- | --------------------------- |
| Пролог | пролог                  | Йоп Зутемелк         | Йоп Зутемелк                |
| 1a     |                         | Патрик Фрио          | Йоп Зутемелк                |
| 1b     | командная разделка      | Miko-Mercier-Vivagel | Кристиан Сезнек             |
| 2      |                         | Гидо Ван Кастер      | Кристиан Сезнек             |
| 3a     |                         | Шон Келли            | Кристиан Сезнек             |
| 3b     | индивидуальная разделка | Клод Крикельон       | Клод Крикельон              |
| 4      |                         | Жан-Мари Мишель      | Клод Крикельон              |
| 5      |                         | Charles Jochums      | Клод Крикельон              |
| 6      |                         | Йохан ван дер Вельде | Йохан ван дер Вельде        |
| 7      |                         | Раймон Мартен        | Йохан ван дер Вельде        |
| Итог   | Итог                    |                      | Йохан ван дер Вельде        |

## Итоговые классификации
| \| Генеральная классификация \| Генеральная классификация \| Генеральная классификация \| Генеральная классификация \| Генеральная классификация \| \| Гонщик \| Гонщик \| Команда \| Время \| \| \| ------------------------- \| ------------------------- \| ------------------------- \| ------------------------- \| ------------------------- \| \| 1-й \| Йохан ван дер Вельде \| TI-Raleigh-Creda \| 37ч 47' 45 \| \| \| 2-й \| Раймон Мартен \| Miko-Mercier-Vivagel \| + 2' 10 \| \| \| 3-й \| Жоаким Агостиньо \| Puch-Campagnolo-Sem \| + 3' 19 \| \| \| 4-й \| Хенни Кёйпер \| Peugeot-Esso-Michelin \| + 3' 49 \| \| \| 5-й \| Марино Лехаррета \| Teka \| + 3' 59 \| \| \| 6-й \| Свен-Аке Нильссон \| Miko-Mercier-Vivagel \| + 4' 26 \| \| \| 7-й \| Пауль Велленс \| TI-Raleigh-Creda \| + 4' 56 \| \| \| 8-й \| Бернар Тевене \| Teka \| + 5' 02 \| \| \| 9-й \| Йоп Зутемелк \| TI-Raleigh-Creda \| + 5' 08 \| \| \| 10-й \| Клод Крикельон \| Splendor-Admiral \| + 5' 52 \| \| \| 11-й \| Роберт Албан \| La Redoute-Motobécane \| + 6' 18 \| \| \| 12-й \| Кристиан Сезнек \| Miko-Mercier-Vivagel \| + 7' 31 \| \| \| 13-й \| Альберто Фернандес \| Teka \| + 9' 50 \| \| \| 14-й \| Даниэль Виллемс \| IJsboerke-Warncke Eis \| + 10' 28 \| \| \| 15-й \| Йостейн Вилман \| Puch-Campagnolo-Sem \| + 13' 00 \| \| |                      |                       |            |
| |                      |                       |            |
| Источники: ProCyclingStats Cycling Archives |                      |                       |            |
| Генеральная классификация |                      |                       |            |
| Гонщик | Гонщик               | Команда               | Время      |
| 1-й | Йохан ван дер Вельде | TI-Raleigh-Creda      | 37ч 47' 45 |
| 2-й | Раймон Мартен        | Miko-Mercier-Vivagel  | + 2' 10    |
| 3-й | Жоаким Агостиньо     | Puch-Campagnolo-Sem   | + 3' 19    |
| 4-й | Хенни Кёйпер         | Peugeot-Esso-Michelin | + 3' 49    |
| 5-й | Марино Лехаррета     | Teka                  | + 3' 59    |
| 6-й | Свен-Аке Нильссон    | Miko-Mercier-Vivagel  | + 4' 26    |
| 7-й | Пауль Велленс        | TI-Raleigh-Creda      | + 4' 56    |
| 8-й | Бернар Тевене        | Teka                  | + 5' 02    |
| 9-й | Йоп Зутемелк         | TI-Raleigh-Creda      | + 5' 08    |
| 10-й | Клод Крикельон       | Splendor-Admiral      | + 5' 52    |
| 11-й | Роберт Албан         | La Redoute-Motobécane | + 6' 18    |
| 12-й | Кристиан Сезнек      | Miko-Mercier-Vivagel  | + 7' 31    |
| 13-й | Альберто Фернандес   | Teka                  | + 9' 50    |
| 14-й | Даниэль Виллемс      | IJsboerke-Warncke Eis | + 10' 28   |
| 15-й | Йостейн Вилман       | Puch-Campagnolo-Sem   | + 13' 00   |

| Очковая классификация | Очковая классификация | Очковая классификация | Очковая классификация | Очковая классификация |
| Гонщик                | Гонщик                | Команда               | Очки                  |                       |
| --------------------- | --------------------- | --------------------- | --------------------- | --------------------- |
| 1-й                   | Йохан ван дер Вельде  | TI-Raleigh-Creda      | 172 очков             |                       |
| 2-й                   | Раймон Мартен         | Miko-Mercier-Vivagel  | 110 очков             |                       |
| 3-й                   | Дитрих Турау          | Puch-Campagnolo-Sem   | 109 очков             |                       |

| Очковая классификация | Очковая классификация | Очковая классификация | Очковая классификация | Очковая классификация |
| Гонщик                | Гонщик                | Команда               | Очки                  |                       |
| --------------------- | --------------------- | --------------------- | --------------------- | --------------------- |
| 1-й                   | Йохан ван дер Вельде  | TI-Raleigh-Creda      | 172 очков             |                       |
| 2-й                   | Раймон Мартен         | Miko-Mercier-Vivagel  | 110 очков             |                       |
| 3-й                   | Дитрих Турау          | Puch-Campagnolo-Sem   | 109 очков             |                       |

| Горная классификация | Горная классификация | Горная классификация | Горная классификация | Горная классификация |
| Гонщик               | Гонщик               | Команда              | Очки                 |                      |
| -------------------- | -------------------- | -------------------- | -------------------- | -------------------- |
| 1-й                  | Кристиан Сезнек      | Miko-Mercier-Vivagel |                      |                      |
| 2-й                  | Йохан ван дер Вельде | TI-Raleigh-Creda     |                      |                      |
| 3-й                  | Беат Брё             | TI-Raleigh-Creda     |                      |                      |

| Горная классификация | Горная классификация | Горная классификация | Горная классификация | Горная классификация |
| Гонщик               | Гонщик               | Команда              | Очки                 |                      |
| -------------------- | -------------------- | -------------------- | -------------------- | -------------------- |
| 1-й                  | Кристиан Сезнек      | Miko-Mercier-Vivagel |                      |                      |
| 2-й                  | Йохан ван дер Вельде | TI-Raleigh-Creda     |                      |                      |
| 3-й                  | Беат Брё             | TI-Raleigh-Creda     |                      |                      |

| Командная классификация по очкам | Командная классификация по очкам | Командная классификация по очкам | Командная классификация по очкам |
| Команда                          | Команда                          | Очки                             |                                  |
| -------------------------------- | -------------------------------- | -------------------------------- | -------------------------------- |
| 1-й                              | TI-Raleigh-Creda                 |                                  |                                  |

| Командная классификация по очкам | Командная классификация по очкам | Командная классификация по очкам | Командная классификация по очкам |
| Команда                          | Команда                          | Очки                             |                                  |
| -------------------------------- | -------------------------------- | -------------------------------- | -------------------------------- |
| 1-й                              | TI-Raleigh-Creda                 |                                  |                                  |